# واهان بابایان
واهان شوتایی بابایان (ارمنی: Վահան Շոթայի Բաբայան؛ زادهٔ ۲۶ نوامبر ۱۹۸۰) یک سیاستمدار اهل ارمنستان است که از تاریخ ۲۰۱۲ تا تاریخ ۲۰۱۷ سمت نمایندگی دوره پنجم مجلس ملی جمهوری ارمنستان را برعهده داشت.

## زندگی‌نامه
در ۲۶ نوامبر ۱۹۸۰ در ایروان به دنیا آمد و از دانشگاه دولتی علوم پرورشی خاچاطور آبوویان ارمنستان فارغ‌التحصیل شد. 